# Австралийско-канадские отношения
Австралийско-канадские отношения — двусторонние дипломатические отношения между Австралией и Канадой.

## История
Между странами сложились тесные и дружественные отношения. Торговым отношениям между этими странами более ста лет, а официальные дипломатические связи были установлены в 1939 году. Австралийские и канадские вооружённые силы сражались на одной стороне в двух мировых войнах, Корейской войне и войне в Персидском заливе. В 2001 году Австралия и Канада приняли участие во вторжении в Афганистан на стороне Международных сил содействия безопасности. Страны являются близкими военными союзниками и сотрудничают также в противодействии такой глобальной угрозе как терроризм.

## Торговля
В 2010 году Австралия являлась 16-м по величине рынком для канадских товаров, а рынок Канады занимал 23-е место для австралийского экспорта. В 2013 год товарооборот между странами составил сумму около 3,4 млрд долларов США (канадский экспорт в Австралию составил 1,7 млрд долларов США, а импорт из Австралии в Канаду составил 1,8 млрд долларов США). Основной товарооборот приходится на горнодобывающую промышленность, транспорт и лесное хозяйство, а также на поставку канадской нефти и оборудования для добычи газа.